# Tipula (Eumicrotipula) macintyreana
Tipula (Eumicrotipula) macintyreana is een tweevleugelige uit de familie langpootmuggen (Tipulidae). De soort komt voor in het Neotropisch gebied.